# 柴鸿良
柴鸿良（1940年—），上海人，中国人民解放军飞行员，714工程预备航天员。

## 生平
1940年，柴鸿良出生于上海。1958年参加中国人民解放军，被选为中国人民解放军空军飞行员，1959年开始上机飞行，1962年从航校毕业后到空军航空兵三师服役。1964年5月加入中国共产党。曾多次参加部队轮战、实战、演练、演习项目，并荣立三等功1次。
1970年11月至1971年3月，经过历时四个月的体检、测试和考察后，柴鸿良被选拔为曙光一号计划的航天员人选之一。
1979年初，柴鸿良参加对越自卫反击战，组建四机小分队，在某机场基地待命，随时准备起飞打击来犯敌机，直至战争结束。凭借在对越自卫反击战中的表现，柴鸿良荣获二等功1次。
1981年，参加华北大演习。1984年，柴鸿良作为空中梯队的一员，驾驶歼-7机参加国庆35周年阅兵。
1986年，柴鸿良退役，曾驾驶米格、歼-5、歼-7等型号的战斗机。
1986年，转业到上海航空公司工作，任运控中心总调。退休后居住在上航新村，积极参加社区活动，担任垃圾分类志愿者，在程家桥街道关工委“五老”宣讲团为社区青少年做爱国主义教育报告。

## 家庭
1971年，与华惠芝结婚，育有两个儿子。柴鸿良家庭曾在2021年被评为“长宁区最美家庭”。